# Sherlock Holmes and the Mystery of Osborne House
Sherlock Holmes and the Mystery of Osborne House (укр. Шерлок Холмс і таємниця маєтку Осборнів) — пригодницька відеогра 2010 року, розроблена та видана українською студією Frogwares для портативної ігрової консолі Nintendo DS. Ця гра є першою із серії ігор про Шерлока Холмса, створеною спеціально для Nintendo DS.

## Сюжет
Коли викрадають генеалогічні записи королеви Вікторії, королівська родина вирішує призначити Шерлока Холмса відповідальним за цю справу і просить його розгадати таємницю. У супроводі доктора Ватсона Холмс застосовує свою логіку та спостережливість, розгадуючи десятки загадок, головоломок і всіляких головоломок. Розслідування приводить його до Віндзорського замку, Букінгемського палацу та Британського музею, а по дорозі він зустрічає багато харизматичних персонажів, які допомагають йому розкрити дивну справу і нарешті дізнатися правду, в тому числі й про те, чому королівська родина наполягає на тому, щоб тримати цю справу в таємниці.

## Ігровий процес
У грі Sherlock Holmes and the Mystery of Osborne House велика увага приділяється головоломкам, які гравець розгадує за допомогою стилуса і сенсорного екрана. Здебільшого це мініігри, які містять пазли, коди для розшифровки та картини для вивчення. Кожна з цих головоломок має свої власні налаштування складності та стилі гри. У грі також є система допомоги, яка висвітлює важливі підказки та спрямовує гравця у виконанні головоломок. Розв'язання головоломки без використання системи допомоги приносить гравцеві додаткові бали та відкриває додаткові матеріали та бонусні головоломки.
Дія гри відбувається у великому намальованому вручну Лондоні вікторіанської епохи, яким гравці можуть блукати та досліджувати, виконуючи побічні завдання та додаткові місії. Взаємодіючи з різними персонажами гри, гравці можуть запитувати інформацію та допитувати їх. Коли ці персонажі дають гравцеві підказку, Холмс замальовує її, формуючи нову головоломку.

## Огляди
| Агрегатор    | Оцінка |
| ------------ | ------ |
| GameRankings | 60.60% |
| Metacritic   | 48/100 |

| Видання          | Оцінка |
| ---------------- | ------ |
| Adventure Gamers | [ 5 ]  |
| IGN              | 4.5/10 |

Sherlock Holmes and the Mystery of Osborne House отримала від критиків та користувачів відгуки від негативних до позитивних. IGN поставив їй низьку оцінку 4,5 бала. Adventure Gamers оцінили гру на 2,5 зірки з 5, сильно критикуючи коротку тривалість ігрового процесу з нецікавими головоломками, нецікавим сюжетом, повторюваною музикою і відсутністю підказок. Вони високо оцінили якість графіки та включені вікторини.